# 也柳干
也柳干（？—1258年），蒙古帝国将领，女真族，札剌亦儿氏。
其父拨彻，为成吉思汗宿卫，先后任（佩箭侍卫）、博儿赤（司膳）。窝阔台灭金朝时战死。也柳干继承其父火儿赤、博儿赤之职，为皇子灭里卫士长。1235年，跟随皇子阔出、忽都秃南征宋朝，以功授万户。1251年，升任天下马步禁军都元帅。作为大将察罕副手，总领两淮等诸翼蒙古汉军，徇地陕西、河东，还屯河南。1255年，察罕死后，也柳干代为担任诸翼军马都元帅，统率大军攻淮东、淮西。1258年，率军攻扬州，战死，追封曹南桓毅王。其子阿剌罕。